# Почётный гражданин города Чебоксары

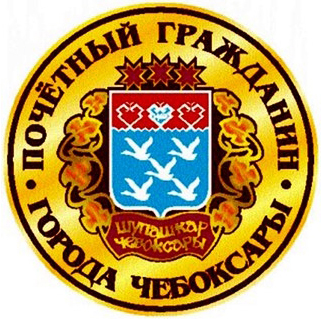
Нагрудный знак для повседневного ношения

Изображение нагрудного знака

Почётный граждани́н города Чебокса́ры — почётное звание, присуждаемое за большой вклад в трудовую, культурную, научную и общественно-политическую жизнь города Чебоксары. Звание присваивается с 1980 года. Процедура присвоения звания приурочивается к празднованию Дня города Чебоксары (третье воскресенье августа).
Почётным гражданам Чебоксар в торжественной обстановке вручаются удостоверение, лента и нагрудный знак «Почётный гражданин города Чебоксары».

## Почётные граждане города Чебоксары
1. Николаев, Андриян Григорьевич — звание присвоено 16 декабря 1983 года.
2. Фёдоров, Святослав Николаевич — 17 декабря 1986[2]
3. Лукин, Филипп Миронович — 1 июля 1993
4. Давыдов-Анатри, Василий Иванович — 2 декабря 1993
5. Ислюков, Семён Матвеевич — 9 июня 1994
6. Егорова, Валентина Михайловна — 19 октября 1995
7. Юрьев, Элли Михайлович — 29 марта 1996
8. Николаева, Елена Николаевна — 27 мая 1997
9. Бобков, Валерий Константинович — 27 мая 1997
10. Волков Олег Александрович — 9 июня 1999
11. Орешников, Виталий Константинович — 9 июня 1999
12. Ефремов, Константин Филиппович — 16 августа 2000
13. Шалимов, Станислав Владимирович — 16 августа 2000
14. Ильенко, Глеб Андреевич — 2 августа 2001
15. Шлепнев, Чонгар Михайлович — 14 августа 2002
16. Терентьев, Александр Иванович — 14 августа 2003
17. Яковлев, Валерий Николаевич — 11 августа 2004
18. Кедров, Владимир Викторович — 29 декабря 2005
19. Тертышный, Евгений Алексеевич — 15 августа 2006
20. Кураков, Лев Пантелеймонович — 15 августа 2006
21. Иванова, Валентина Андреевна — 16 августа 2007
22. Яклашкин, Морис Николаевич — 14 августа 2008
23. Гаврилов, Николай Федорович — 26 июня 2009
24. Иванов, Валерий Николаевич — 22 июня 2010
25. Игумнов, Анатолий Александрович — 30 июня 2011
26. Прокопьев, Илья Павлович — 30 июня 2011
27. Юхма, Михаил Николаевич — 8 августа 2012
28. Димитриев, Василий Димитриевич — 8 августа 2012
29. Угаслов, Николай Фёдорович — 13 августа 2014
30. Волков, Владимир Егорович — 13 августа 2015
31. Ильяной, Роберт Анатольевич — 13 августа 2015
32. Григорьев, Николай Григорьевич — 11 августа 2016
33. Леонтьев, Анатолий Афанасьевич — 11 августа 2016
34. Долгушин, Иван Иванович — 20 июня 2017
35. Валицкая, Крета Лазаревна — 16 августа 2018
36. Рощин Игорь Валентинович — 21 августа 2019
37. Львов Валерий Константинович — 21 августа 2019
38. Партасова, Наталия Юрьевна — 13 августа 2020
39. Фёдоров, Геннадий Семёнович — 13 августа 2021
40. Полбенникова, Ираида Ильинична — 13 августа 2021
41. Бадаева, Елена Игнатьевна — 18 августа 2022
42. Емельянов, Николай Иванович — 17 августа 2023

## Комментарии
1. ↑  Первое «Положение о „Почетном гражданине города Чебоксары“» было принято решением второй сессии Чебоксарского городского Совета народных депутатов 17 созыва 18 июня 1980 года.